# Stefan Lochner
Stefan Lochner, též Stephan Lochner nebo Meister Stephan (kolem roku 1400 až 1410, Meersburg am Bodensee – 1451, Kolín nad Rýnem, jako oběť morové epidemie) byl německý gotický malíř, nejvýznamnější zástupce Kolínské malířské školy.

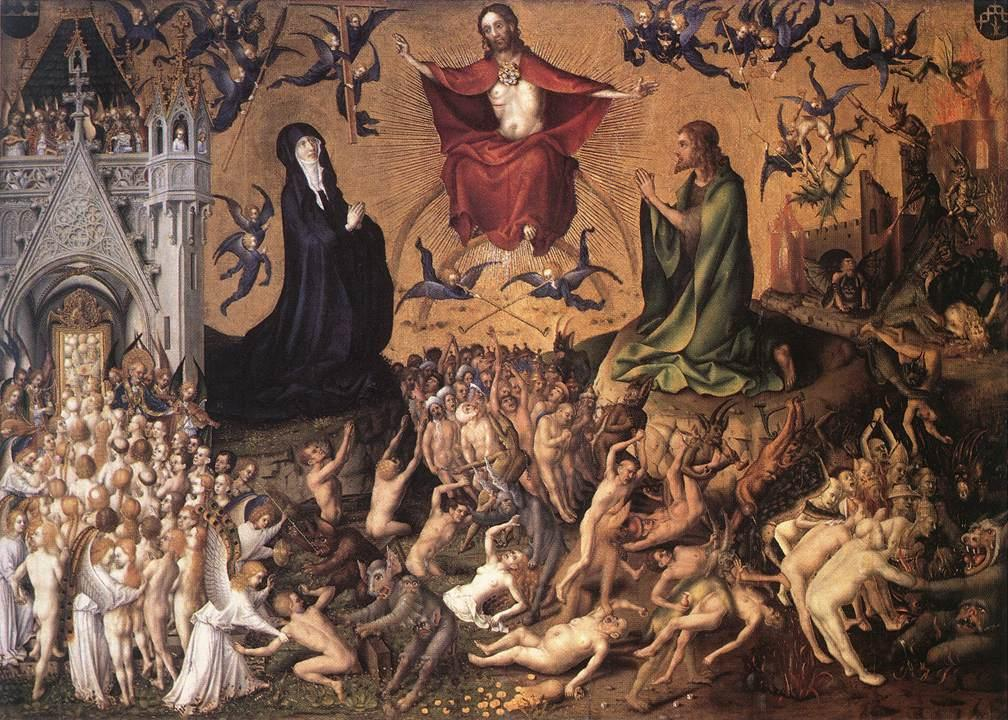
Stefan Lochner, Poslední soud

## Život
Údaje o Lochnerově životě byly zčásti zničeny při francouzské okupaci Kolína. Předpokládá se, že pocházel z Meersburgu u Bodamského jezera, neboť zde při morové epidemii roku 1451 zemřeli jeho rodiče. Ve dvou dokumentech z roku 1444 a 1448 je uváděn jako Stefan Lochner od Bodamského jezera. Albrecht Dürer ve svém deníku z roku 1520 zmiňuje oltářní obraz Tří králů (Dreikönigsaltar) v Kolíně nad Rýnem, jehož autorem je Meister Stephan.
Lochner se patrně školil ve Vlámsku a mohl být žákem Roberta Campina nebo pracoval v dílně Jana van Eycka. O jeho příchodu do Kolína existují údaje z roku 1442, kdy dostal zakázku na výzdobu města v souvislosti s návštěvou císaře Fridricha III. Habsburského. V té době již byl mistrem a připadla mu hlavní úloha vytvořit oltář pro Kolínský dóm. Z roku 1442 jsou záznamy o Lochnerově koupi domu a svatbě s Lysbeth (žádné údaje o dětech). Roku 1444 koupil dva další domy a vzal si půjčku, roku 1447 byl členy malířského cechu zvolen radním (mj. to znamená, že byl občanem města nejméně o deset let dříve, roku 1437). Po roce 1447 měl finanční problémy (další půjčka 1448) a proto jeho hlavní díla patrně vznikla před tímto datem.
Stefan Lochner byl znovu zvolen do Rady města roku 1450, ale onemocněl a patrně zemřel v zimě 1450-51 během epidemie moru. Roku 1451 již neměl kdo převzít majetek jeho zemřelých rodičů a Lochnerův dům v Kolíně byl na prodej roku 1452.

## Dílo

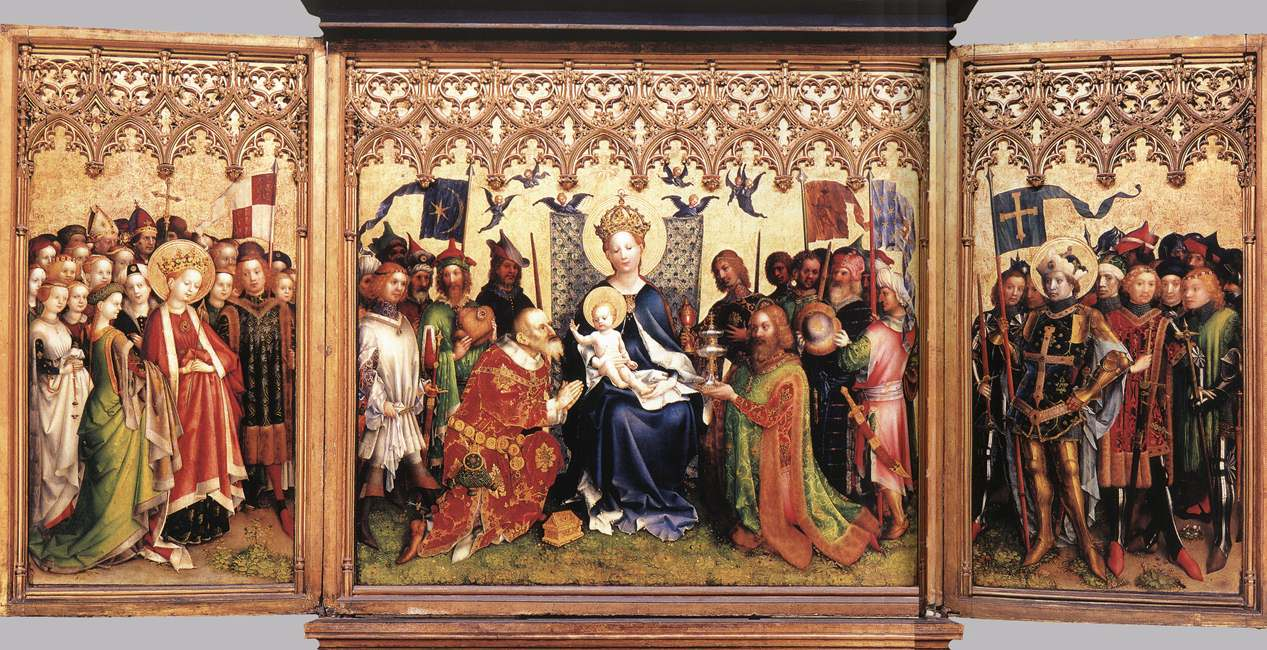
Stefan Lochner, Oltář Kolínského dómu

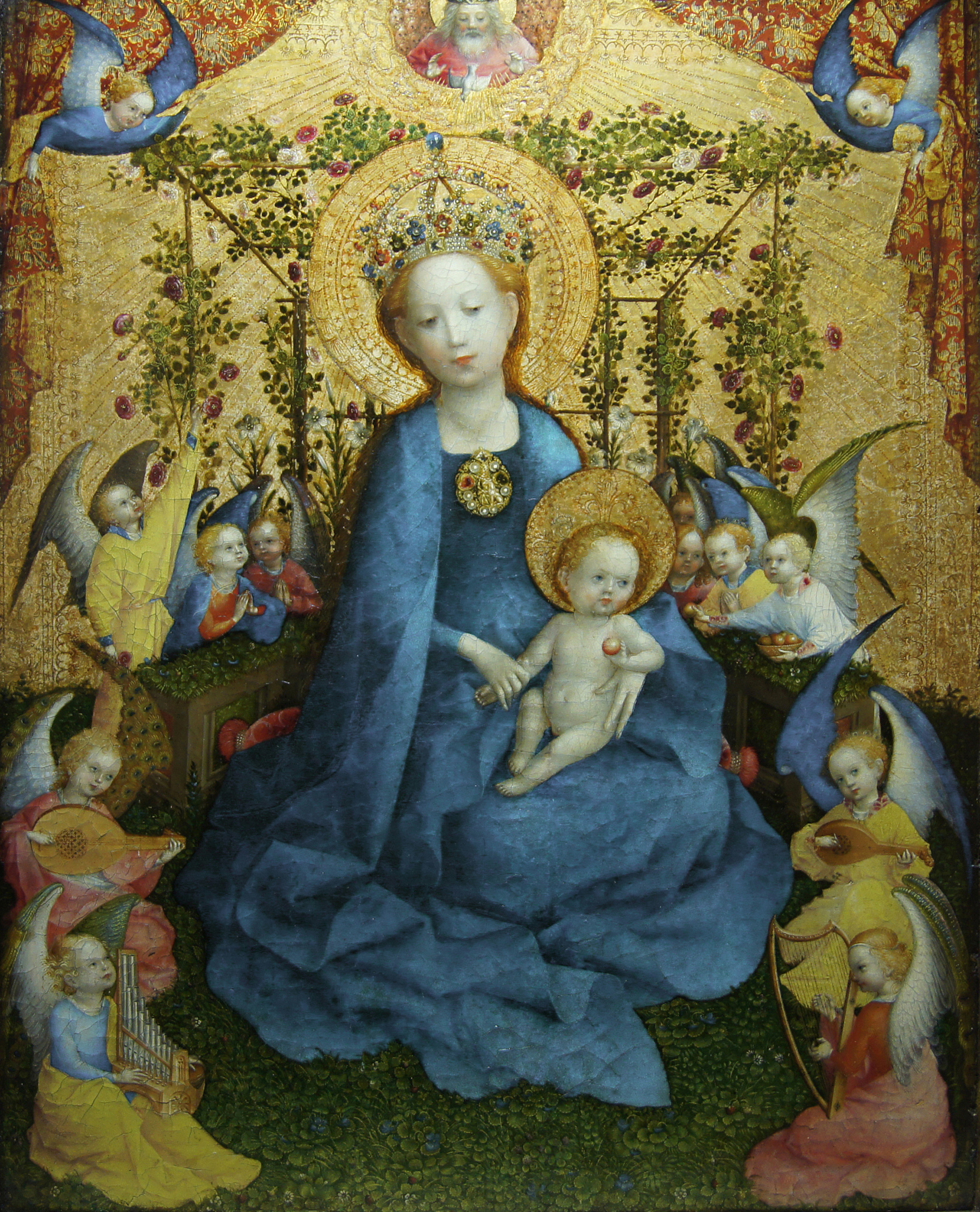
Stefan Lochner, Madona v růžové besídce

Žádné z Lochnerových děl není podepsáno a identifikace Lochnera s dříve uváděným tzv. Dombild Meister je nepřímá. Stejně tak nepanuje shoda o jeho autorském podílu a práci jeho dílenských spolupracovníků u děl, která jsou mu připisována na základě historiografické srovnávací analýzy.
Do roku 1420 ovlivňoval kolínskou malbu Mistr Svaté Veroniky a Lochnerova malba přinesla nový impuls. Malíř ve svých obrazech vytvářel iluzi prostoru a objemu pečlivým znázorněním detailů na pozadí a modelací objemu pomocí barvy. Ve Vlámsku si osvojil techniku olejomalby a užíval drahé pigmenty jako ultramarin a jasné a zářící barvy, zejména červeň, zeleň a modř. Zlepšil také znázornění lidské pleti užitím olověné běloby, která dodala světlým tónům porcelánovou průsvitnost. Při znázornění detailů ozdob na obrazech a modelaci objemu užíval techniky typické pro zlatnické práce (šrafování) a existuje domněnka, že se původně vyškolil jako zlatník.
Znal perspektivu, ale jeho modelace prostoru je často mělká a končí jednotným zlaceným pozadím. Proto je považován za posledního mistra Internacionální gotiky před nástupem renesance v Německu.
V Lochnerově díle je patrný přímý vliv jeho německých předchůdců (Conrad von Soest, Mistr Svaté Veroniky), ale zejména nizozemských umělců Roberta Campina a Jana van Eycka. Z Eyckových děl (Gentský oltář a Madona u fontány) si Lochner vypůjčil některé motivy a kompoziční prvky, realismus v malbě pozadí, objekty a obleky postav. Z děl německých tvůrců pochází již poněkud zastaralé zlaté pozadí a idealizované podoby postav typické pro dřívější epochu malířství, důraz na barvu a odklon od stínování a lineární perspektivy.
Za jeho mistrovské dílo z pozdního období je považována Madona v růžové besídce. Dílo je plné symbolů: jablko – překonání prvotního hříchu, anděl s peřím páva – symbol vzkříšení, brož s jednorožcem – panenství, naklonění hlavy Marie a lilie – neposkvrněné početí, koberec jahod – krev Krista i sv. Trojice, růže bez trnů – rajská zahrada. Skryté významy mají také počty andělů (sv. Trojice a čtyři živly).
Lochner přímo ovlivnil své následovníky, kteří použili některé motivy jeho děl. Týká se to Gdaňského oltáře Hanse Memlinga a nejméně dvou děl Rogiera van der Weyden – Oltáře sv. Jana Křtitele (Berlín) a Oltáře Klanění králů (Mnichov).

### Známá díla
- Kristus trpitel (1430?)
- Utrpení dvanácti apoštolů (diptych, 1435-40), Frankfurt, Stadelsches Kunstinstitut
- Poslední soud (triptych, 1435), Wallraf-Richartz Museum, Kolín nad Rýnem
- Ukřižování (před 1439), Germanisches Nationalmuseum, Norimberk
- Narození ježíška (kolem 1440)
- Svatý Jeroným (1440), North Carolina Museum of Art
- Ukřižování (1445), Alte Pinakotek, Mnichov
- Představení Krista v chrámu (1445), Calouste Gulbenkian Museum, Lisabon
- Sv. František se stigmaty (zadní strana Představení Krista), Calouste Gulbenkian Museum, Lisabon
- Představení Krista v chrámu (1447), Hessisches Landesmuseum Darmstadt, Darmstadt
- Madona s fialkami (před 1450), Kolumba Museum, Kolín nad Rýnem
- Sv. Jan Křtitel, sv. Maří Magdalena (1448-50), Museum Boijmans Van Beuningen, Rotterdam
- Oltář Kolínského dómu se svatými patrony města (triptych, kolem 1440), Katedrála svatého Petra, Kolín nad Rýnem
- Zvěstování (zadní část triptychu oltáře Kolínského dómu), Katedrála svatého Petra, Kolín nad Rýnem
- Triptych s Madonou v Rajské zahradě (1445 – 1450), Wallraf-Richartz-Museum, Kolín nad Rýnem
- Madona v růžové besídce (1440-42), Wallraf-Richartz Museum, Kolín nad Rýnem
- Sv. Ambrož, sv. Augustin, sv. Cecílie s donátorem Heynricusem Zeuwelgyn (1450), Wallraf-Richartz Museum, Kolín nad Rýnem
- Sv. Marek, sv. Barbora, sv. Lukáš, (1445–50), Wallraf-Richartz Museum, Kolín nad Rýnem
- Sv. Matouš, sv. Kateřina Alexandrijská, sv. Jan Křtitel (1450), National Gallery, Londýn
- Madona korunovaná anděly (1450), Cleveland Museum of Art

### Iluminace a kresby
Lochnerovi jsou připisovány tři iluminované rukopisy Knih hodinek (Darmstadt, Berlín, Anholt). Z nich nejznámější je Modlitební kniha Stephana Lochnera z roku 1451 (Gebetbuch des Stephan Lochner) nyní uložená v Darmstadtu a Berlínská kniha modliteb z roku 1444.
Dvě kresby (British Museum, Londýn, Beaux-Arts, Paříž), původně považované za studie k Lochnerově obrazu, jsou spíše práce některého spolupracovníka z jeho dílny.